# Provincia de Lamphun
Lamphun (en tailandés: ลำพูน) es una de las provincias (changwat) del norte de Tailandia. Es fronteriza, en el sentido de las agujas del reloj, con las provincias de Chiang Mai, Lampang y Tak.

## Geografía
La provincia Lamphun está ubicada en el valle del río Ping, y rodeada por cadenas montañosas

## Historia
Bajo su nombre antiguo de Haripunchai, Lamphun era la ciudad más al norte del reino Mon, durante el período Dvaravati, además de ser la última que cayó ante los Thai. A finales del siglo XII fue asediada por el imperio Jemer, pero no cayó. Sin embargo en 1281 el rey Mengrai de Lanna asedió la ciudad y la volvió parte de su reino.

## Símbolos
|  | El sello provincial muestra el templo Wat Phra That Haripunchai, que ya era el templo principal de la ciudad en los tiempos del reino Mon. Se dice que la estupa cubierta de oro contiene una reliquia de Buda. La flor provincial es la Butea (Butea monosperma), y el árbol provincial es el Árbol de la lluvia (Samanea saman). |

## Divisiones administrativas
La provincia está dividida en 8 distritos (Amphoe). Estos están a su vez divididos en 51 subdistritos (tambon) y 551 aldeas (muban).
| 1. Mueang Lamphun 2. Mae Tha 3. Ban Hong 4. Li | 1. Thung Hua Chang 2. Pa Sang 3. Ban Thi 4. Wiang Nong Long |